# Fahrenheit (토토의 음반)
| 전문가 평가  | 전문가 평가 |
| 평가 점수    | 평가 점수   |
| 출처         | 점수        |
| ------------ | ----------- |
| AllMusic     | [ 1 ]       |
| Kerrang!     | [ 2 ]       |
| Windsor Star | B           |

《Fahrenheight》는 1986년 8월 25일에 발매된 미국의 록 밴드 토토의 여섯 번째 스튜디오 음반이다. 이 음반은 조지프 윌리엄스가 리드 보컬로 참여한 첫 음반이었다. 전 리드 싱어인 퍼기 프레데릭센은 스튜디오에서의 능력 문제로 해고되었다. 하지만 그는 〈Could This Be Love〉라는 노래에서 백 보컬을 부른다. 이 음반은 또한 2015년 《Toto XIV》 때까지 키보디스트 스티브 포카로가 《Fahrenheit》 투어를 마치고 떠나면서 영구 멤버로 참여한 마지막 토토 음반이었다. 이 음반은 1994년까지 골드에는 실패했지만, 〈I'll Be Over You〉 (11위, 13위)와 〈Without Your Love〉 (38위, 77위)에 두 개의 톱 40 싱글이 수록되었다. 〈I'll Be Over You〉는 마이클 맥도널드가 백 보컬로 참여했으며, 이 곡의 뮤직 비디오에도 출연했다. 가수이자 댄서인 폴라 압둘은 세 번째 싱글 〈Till The End〉의 비디오에 출연한다.

## 곡 목록
| #   | 제목                          | 작사·작곡                            | 재생 시간 |
| --- | ----------------------------- | ------------------------------------ | --------- |
| 1.  | 〈Till the End〉              | 데이비드 페이치, 조지프 윌리엄스     | 5:17      |
| 2.  | 〈We Can Make It Tonight〉    | 배리 브레그먼, 제프 포카로, 윌리엄스 | 4:16      |
| 3.  | 〈Without Your Love〉         | 페이치                               | 4:33      |
| 4.  | 〈Can't Stand It Any Longer〉 | 스티브 루카서, 페이치, 윌리엄스      | 4:40      |
| 5.  | 〈I'll Be Over You〉          | 랜디 굿럼, 루카서                    | 3:50      |
| 6.  | 〈Fahrenheit〉                | 페이치, J. 포카로, 윌리엄스          | 4:39      |
| 7.  | 〈Somewhere Tonight〉         | 루카서, 페이치, J. 포카로            | 3:46      |
| 8.  | 〈Could This Be Love〉        | 페이치, 윌리엄스                     | 5:14      |
| 9.  | 〈Lea〉                       | 스티브 포카로                        | 4:29      |
| 10. | 〈Don't Stop Me Now〉         | 루카서, 페이치                       | 3:05      |

## 인증
| 국가        | 인증 |
| ----------- | ---- |
| 미국 (RIAA) | 골드 |